# 町田浩徳
町田 浩徳（まちだ ひろのり、1973年（昭和48年）9月26日 - ）は、日本テレビのエグゼクティブアナウンサー。

## 略歴・人物
新潟県佐渡市（佐渡島）で生まれ、小学生の時から同南魚沼郡六日町（現：南魚沼市）で育つ。六日町立六日町中学校、新潟県立六日町高等学校、早稲田大学人間科学部スポーツ科学専攻（現：スポーツ科学部）卒業。早稲田大学では体育会のバスケットボール部に所属。日本テレビを含め就職活動に失敗し当時は新卒でないと受験できなかったこともあって、教授と相談の上で書き上げた卒業論文を提出せずにわざと留年した。一年間アナウンサーになる為必死に勉強し、約4000人の受験者のうちから選ばれ、1998年にアナウンサーとして日本テレビに入社。佐渡島出身者で初めて在京キー局のアナウンサーになった。同期には鈴木崇司、延友陽子、柴田倫世がいる。
佐渡島出身者で唯一、在京キー局にアナウンサーとして在籍している（2022年3月30日現在）。
2004年のアテネオリンピックにはジャパンコンソーシアムの一員として参加した（参加アナの中で最年少の当時31歳）。
趣味は資格取得で、バス運転手、ゲートボール審判員をはじめ、その数は150種以上にも上る。将来の夢は、現在アジアで一人しかいない公認サンタクロースの資格を取ること。
2023年現在は50代になっているが、容姿が入社時からほとんど変化していないことから、若手アナウンサーだと思われることもまあまああるという。また、ベテランクラスのアナウンサーとしては珍しく、プロ野球中継では主にCSやBS単独中継時の実況を主に担当しており、現在地上波の担当頻度は副音声などを含めても、極めて少ない。

## 担当番組
太字は出演中
- スポーツ中継（野球・オートバイ・ゴルフ・駅伝）
- プロレスリングNOAH中継
  - Fun!BASEBALL!!　実況。2012年5月30日の読売ジャイアンツ対東北楽天ゴールデンイーグルス戦（東京ドーム）では、杉内俊哉のノーヒットノーランを実況[2]。また、亀井善行のサヨナラ本塁打を4度実況している[3]。
- NNNニューススポット
- 1周回って知らない話（ナレーション）
- いつみても波瀾万丈（大学2年生の時に中野浩一がゲスト出演した際に放送された再現ドラマパートに出演。）
- ジパングあさ6（「町田生活研究室」ほか数々のコーナー担当）
- あさ天5（「朝刊チェック」「三面チェック」担当）
- とりあえずイイ感じ
- 汐留スタイル!
- まねキン
- ティンティンTOWN!（「スイーツじぞぽん!ゲラゲラ茶屋」のコーナーで「町田町蔵」の名前で出演）
- 音燃え!
- 特上!天声慎吾【ナレーション含】
- シオドメディア　ナレーション
- 眠れぬ街のアプリンス　ナレーション
- NNNストレイトニュース
  - 山下美穂子の代理（2009年11月29日）
  - 安藤翔の代理（2023年1月6日）
  - 木曜「ストレイトニュース」キャスター（2023年4月6日 - 2024年3月28日）
  - 藤田大介の代理（2023年11月9日）
  - 佐藤真知子の代理（2023年12月2日）
- NEWS ZERO（2011年1月31日）- ラルフ鈴木の代理
- タカトシのクイズ!サバイバル（2012年12月26日、クイズ進行）
- NNNニュースサンデー（2022年4月17日 - 7月3日、2024年3月17日 - ）
- news every.サタデー（2022年8月6日）- 山本健太の代理
- スッキリ（2022年10月 - 2023年3月）- ナレーター
- DayDay.（2023年4月14日 - ） - 金曜（隔週）ナレーター
- OUT OF 48（2023年4月21日 - ） - 進行役
- ヒルナンデス!（2023年5月25日）- 後呂有紗（ニュースコーナー）の代理
- Oha!4 NEWS LIVE - キャスター
  - 水曜担当（2024年4月3日 - ）
  - 中野謙吾の代理（2024年11月19日）
  - 伊藤大海の代理（2025年2月6日）
- 日テレNEWS24（不定期）

## 同期のアナウンサー
- 柴田倫世（ - 2004年12月）
- ラルフ鈴木
- 延友陽子（ - 2020年9月30日）